# TWILIGHT!!!
「TWILIGHT!!!」（トワイライト）は、日本のミクスチャー・ロックバンドKing Gnuの9作目の配信限定シングルで、2025年4月18日にAriola Japanよりデジタルリリースされた。劇場版名探偵コナンシリーズ28作目である『名探偵コナン 隻眼の残像』の主題歌。

## 制作と背景
2025年3月15日、新曲「TWILIGHT‼︎!」が劇場版『名探偵コナン 隻眼の残像』の主題歌に決定したことが発表され、作詞・作曲を担当した常田大希による、劇場版制作チームからの「自由に作って」というオファーを受けて書き下ろし、新しいアプローチの楽曲に仕上がった旨のコメントも発表された。
映画公開日である4月18日0時に配信リリースされ、同日の23時30分にYouTubeでミュージックビデオが公開されると、曲の開始から1分46秒でテレビアニメ『名探偵コナン』の「扉の音」が入っていることが話題になった。また、同日の18時20分ごろに東京・東急歌舞伎町タワー前シネシティ広場にてサプライズフリーライブを行い、本作を含む5曲を披露した。
5月7日には、ミュージックビデオの再生数が1000万回を突破したことを記念して、4月28日にTBS系『CDTVライブ！ライブ！』の「プラチナライブ」コーナーで披露されたパフォーマンスを収録した「PLATINUM LIVE ver.」が11月6日正午までの期間限定でYouTubeで公開された。また、同日には『隻眼の残像』の興行収入が100億円を突破したことを記念して、同作と本曲のコラボレーションによるスペシャルムービーも公開された。